# Blansingen
Blansingen ist seit 1. Oktober 1974 ein Ortsteil der Gemeinde Efringen-Kirchen im Landkreis Lörrach in Baden-Württemberg.

## Lage und Verkehrsanbindung
Blansingen liegt nördlich des Kernortes Efringen-Kirchen. Östlich verläuft die B 3 und unweit westlich die A 5. Dort fließt der Rhein und bildet hier die Grenze zwischen Deutschland und Frankreich. Das 34,0 ha große Naturschutzgebiet Eichholz-Buchholz liegt ebenfalls unweit westlich.

## Geologie
Blansingens Gemarkung ist nahezu vollständig von einem mehr oder weniger dicken, fruchtbare Böden garantierenden Lösspolster bedeckt. Löss ist Feinstmaterial, das in den Kaltzeiten des Eiszeitalters aus den vegetationsarmen Schotterfeldern des Rheins ausgeblasen und im Umland deponiert wurde.
Nur am Engeberg und am gesamten Westhang zwischen Rheinweiler und Kleinkems (bereits jenseits der Gemarkungsgrenze) – tritt der tiefere Untergrund zutage. Es sind Sedimente, die in der Tertiärzeit (Eozän bis Oligozän) im einsinkenden Oberrheingraben abgelagert wurden: Kalke, Kalksandsteine mit Konglomeraten, Mergel, Tone. Die Kalksandsteine waren einst das wichtigste Baumaterial des Dorfes. Auch die Stützmauern am Rebhang über dem Kleinkemser Sträßchen bestehen aus diesem teilweise geröllführenden Gestein (alter Steinbruch in z. T. konglomeratischen Kalksandsteinen am Buchholz-Waldrand).
Unter den Tertiärschichten lagert der Jurakalk des Isteiner Klotzes, der nord- und ostwärts in die Tiefe abtaucht. Bei Kleinkems steht er noch über Tage an, ebenso entlang der B 3 bis zur Einmündung der Blansinger Kreisstraße. Geologisch gesehen ist unter dem Isteiner Klotz nicht nur die Felspartie bei Istein zu verstehen, sondern das ganze Gebiet zwischen Rheinweiler, Welmlingen, Wintersweiler und Efringen-Kirchen, in dem der Jurakalk noch über Tage ansteht. Es handelt sich um vor 163 bis 157 Mio. Jahren in einem Flachmeer abgesetzte Oberjurakalke, unten massigen Korallenkalk und über diesem gebankten Nerineenkalk, die in den alten Steinbrüchen von Istein/Kleinkems und dem großen neuen Steinbruch bei Huttingen zu sehen sind.
Der Isteiner Klotz und die ihn umgebende Tertiärhügellandschaft ist Teil der Vorbergzone des Schwarzwaldes, gehören also zu den Schollen, die am Rand des einsinkenden Grabens in einer gewissen Höhenlage verharrten, sodass sie sich heute am Fuße des Schwarzwaldes über der Schotterebene des Rheines erheben.

## Geschichte
Die erste bekannte urkundliche Erwähnung des Dorfes datiert von 1094, wobei der Name in der Form Plansingen geschrieben wurde. Es handelt sich um eine 1530 erstellte Abschrift der Stiftungschronik des Klosters St. Georgen. Nicht zweifelsfrei belegt ist ein Zusammenhang zwischen den Stiftern des Klosters und einem Hesso von Blansingen, dessen Geschlecht als Dorfherren angenommen wird. Die Zuschreibung einer Gerichtshoheit dieser Adelsfamilie erfolgte nur auf Basis des im Ort anzutreffenden Flurnamens im Gerichtsstuhl.
Blansinger Grundbesitz der Herren von Waldeck kam 1113 durch Schenkung an das Kloster St. Blasien. Das Kloster und seine Propsteien Weitenau und Bürgeln waren die großen Grundbesitzer im Ort. Deren Besitz ging 1803 infolge des Reichsdeputationshauptschlusses an das Kurfürstentum Baden und danach an das Großherzogtum über. Zuvor hatten die Markgrafen von Hachberg-Sausenberg nur geringen Grundbesitz im Dorf, aber wegen der Kastvogtei über den Klosterbesitz seit Ende des 15. Jahrhunderts die hohe und niedere Gerichtsbarkeit. Einige Rechte verpfändeten oder verliehen die Markgrafen im 17. und 18. Jahrhundert zeitweise an die Herren von Rotberg. Das Dorf war im 18. Jahrhundert der Sitz einer evangelischen Seitenlinie dieses Geschlechts. 1760 gab es Bestrebungen die gemeinsame Gemarkung mit Kleinkems aufzuteilen, was aber erst 1841 mit einer neuen Grenzziehung zwischen den beiden Dörfern abgeschlossen wurde.
Die Gemeinde teilte das Schicksal der Markgrafschaft Baden und war immer wieder von den kriegerischen Auseinandersetzung zwischen Habsburgern und Bourbonen betroffen. Nach der napoleonischen Neuordnung Südwestdeutschlands wurde die Verwaltungsgliederung im Großherzogtum Baden neu geordnet und Blansingen kam 1805 vom Oberamt Rötteln zum neuen Bezirksamt Schliengen und 1810 zum Bezirksamt Kandern. Nach dessen Auflösung 1819 wurde Blansingen dem Bezirksamt Lörrach zugewiesen.

## Bevölkerung und Religion

### Einwohner
Die Zahl der Einwohner von Blansingen entwickelte sich wie folgt:
| Jahr | Einwohner |
| ---- | --------- |
| 1852 | 445       |
| 1871 | 439       |
| 1880 | 433       |
| 1890 | 388       |
| 1900 | 364       |
| 1910 | 367       |
| 1925 | 354       |

| Jahr | Einwohner |
| ---- | --------- |
| 1933 | 365       |
| 1939 | 346       |
| 1950 | 377       |
| 1956 | 382       |
| 1961 | 377       |
| 1970 | 357       |
| 2011 | 532       |

| Jahr | Einwohner |
| ---- | --------- |
| 2014 | 526       |
| 2018 | 514       |
| 2019 | 503       |
| 2020 | 503       |
| 2021 | 488       |
| 2022 | 495       |

### Religion

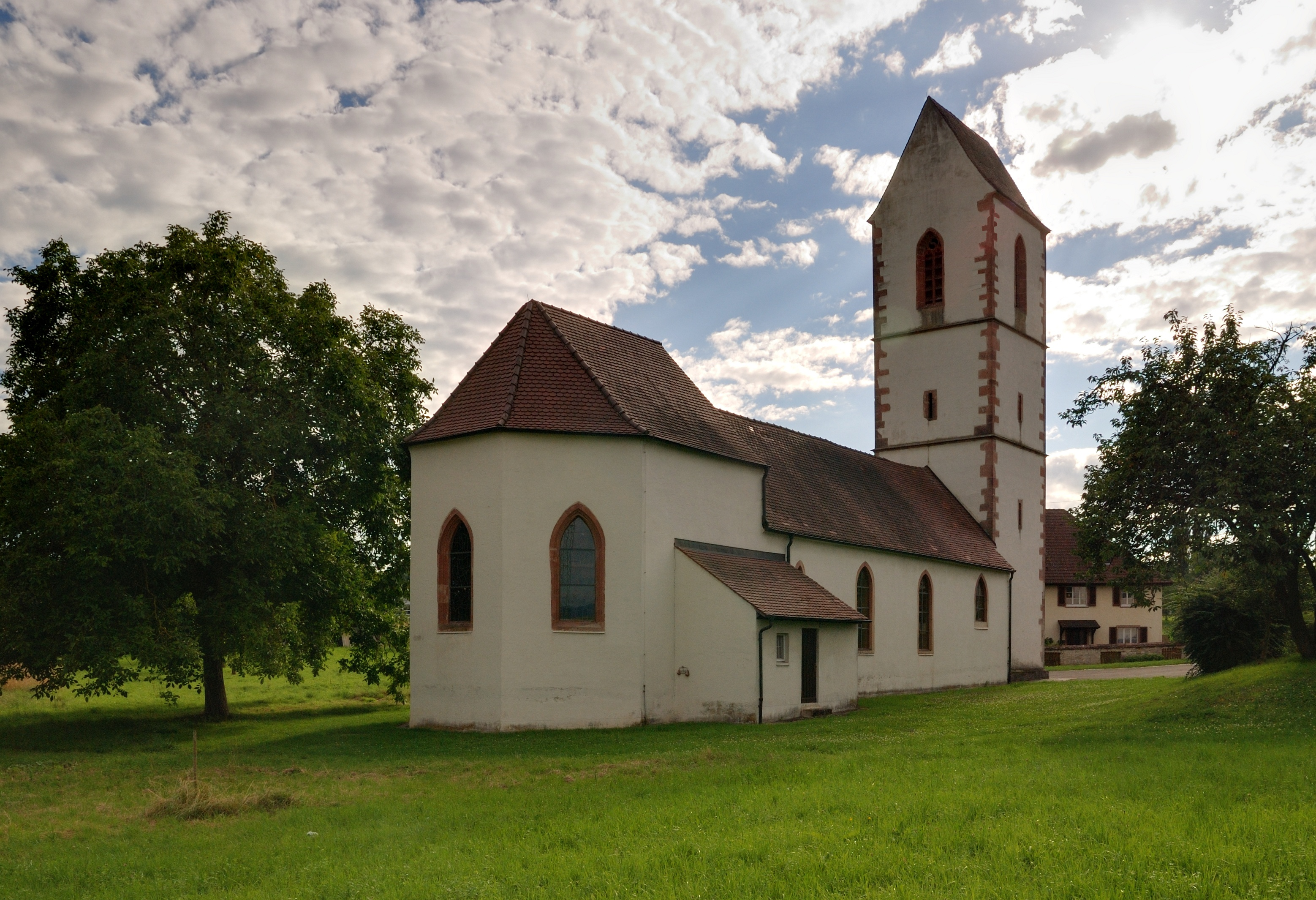
Blansinger Peterskirche von Osten

Aufgrund der historischen Zugehörigkeit zur Markgrafschaft Baden-Durlach in der 1556 die Reformation eingeführt wurde, ist noch immer der weitaus überwiegende Anteil der Bevölkerung evangelisch und gehört zur Kirchengemeinde Blansingen-Welmlingen-Kleinkems. Die Katholiken werden von der Seelsorgeeinheit Kandern-Istein betreut.
Die Zugehörigkeit zu den Religionsgemeinschaften verteilte sich in der Vergangenheit wie folgt:
| Jahr | Religion    | Religion   | Religion |
| Jahr | evangelisch | katholisch | sonstige |
| ---- | ----------- | ---------- | -------- |
| 1858 | 92,8 %      | 7,2 %      | 0,0 %    |
| 1925 | 96,9 %      | 2,8 %      | 0,3 %    |
| 1950 | 95,5 %      | 4,0 %      | 0,5 %    |
| 1961 | 93,4 %      | 4,5 %      | 2,1 %    |
| 1970 | 89,9 %      | 7,8 %      | 2,2 %    |

## Politik

### Eingemeindung
Im Zuge der Gemeindereform in Baden-Württemberg wurde Blansingen per 1. Oktober 1974 in die neue Großgemeinde Efringen-Kirchen eingegliedert. Der Gemeinderat der bis dahin selbständigen Gemeinde Blansingen stimmte am 7. Juni 1974 mit Vorbehalt der Neubildung der Gemeinde Efringen-Kirchen zu und hielt im Protokoll fest: „Beim Zusammenschluß der Gemeinden in der gesetzlich beschlossenen Gemeindereform beugen wir uns nur dem Zwang. Wir schließen diese sogenannte freiwillige Vereinbarung nur, weil wir darin für unsere Gemeinde, zumindest in der Übergangszeit, eine bessere Entwicklungsmöglichkeit sehen, als durch den Zusammenschluß kraft Gesetzes ohne jede Einwirkungsmöglichkeit zum 1. Januar 1975.“

### Gemeinderat
Efringen-Kirchen hat seit der Gemeindereform 1974 die unechte Teilortswahl und will diese auch beibehalten. Blansingen steht gemäß Hauptsatzung ein Sitz im Gemeinderat zu.

### Ortschaftsrat
Der Ort hat einen Ortschaftsrat mit 6 Mitgliedern. Ortsvorsteherin ist Andrea Wahler.

### Wappen
„In Gold ein roter Schrägbalken, belegt von einem silbernen Schwert mit goldenem Griff.“ Das Wappen wurde erst 1905 angenommen. Das Wappen weist auf die einstige badische Landeshoheit hin. Das hinzugefügte Schwert soll „die Gerichtsbarkeit des ehemaligen örtlichen Adelsgeschlechtes“ darstellen.

## Sehenswürdigkeiten
Die evangelische Peterskirche wurde 1457 errichtet und enthält einen bemerkenswerten Bilderzyklus aus dem 15. Jahrhundert.

## Söhne und Töchter des Ortes
- Gustav Wilhelm Friesenegger (1796–1859), Maler